# Osen (Norvège)
Osen est une commune norvégienne située dans le comté de Trøndelag, qui a pour centre administratif la localité de Steinsdalen.

## Géographie
La commune s'étend sur 387,1 km2 dans le nord-ouest du comté et possède une façade sur la mer de Norvège.
Les phares de Buholmråsa et de Kya s'élèvent sur des îles qui font partie du territoire d'Osen.